# تشارلتون ريد بيتي
تشارلتون ريد بيتي (بالإنجليزية: Charlton Reid Beattie) هو قاضي ومحامي أمريكي، ولد في 22 أبريل 1869 في مقاطعة أسومبتيون في الولايات المتحدة، وتوفي في 23 أغسطس 1925.